# 오이타 방송
오이타 방송은 오이타현에 처음 세워진 민영방송국으로 라디오 방송국은 1953년 10월 1일, 텔레비전 방송국은 1959년 10월 1일 개국했다.
약칭은 OBS, 라디오 콜사인은 JOGF, 텔레비전 콜사인은 JOGF-DTV이다.

## 개요
- 텔레비전 네트워크는 JNN계열.라디오는 JRN계열과NRN의 크로스 네트워크 방송국이다.
- JNN 완전가맹국이면서 모든 민영방송 네트워크 중심국에서 프로그램 공급(VTR 거래 포함)을 받고 있다.
- 오이타 아사히 방송의 주주 중 하나이다.
- 자본관계를 맺고 있는 신문사는 현지 신문사이지만 아사히 신문과도 관계가 깊으며 이 관계는 오이타 아사히 방송이 개국한 후에도 변함없이 유지되고 있다.
- 한국의 민영 방송국 경인TV와 약칭이 같으나 관계는 없다.

## 연혁
- 1953년 7월 20일 주식회사 라디오 오이타 설립
- 1953년 8월 14일 라디오 예비 면허 교부(JOGF, 600 kc, 1 kW)※kc=kHz
- 1953년 10월 1일 일본에서 21번째 중파라디오 방송국으로 개국(라디오 가가와, 라디오 산요, 라디오 난카이, 라디오 구마모토와 같은 날 개국).
- 1957년 10월 22일 텔레비전 예비 면허 교부(JOGF-TV, 5 ch, 3 kW)
- 1959년 10월 1일 텔레비전 방송 개시
- 1961년 4월 1일 주식회사 오이타방송로 회사명 변경
- 1963년 10월 1일 구스 중계국 개국(일본 민방 텔레비전 첫 번째 UHF중계국)
- 1966년 10월 1일 컬러 방송 개시
- 1978년 11월 23일 전국 중파 주파수 일제 변경에 의해 현재의 주파수로 변경
- 2006년 7월 3일 지상파 디지털 텔레비전 방송 시험 전파 송신 개시
- 2006년 7월 18일 지상파 디지털 텔레비전 방송 HD영상·음성에 의한 시험 전파 송신 개시(오이타현의 방송국중 처음)
- 2006년 11월 1일 지상파 디지털 텔레비전 방송 아날로그 동시 방송 개시(현내의 방송국도 동시에 개시)
- 2006년 12월 1일 지상파 디지털 텔레비전 방송 본방송 개시
- 2011년 7월 24일 지상파 아날로그 텔레비전 방송 종료
- 2016년 6월 23일 오이타 FM 보완중계국 개국.

## 라디오 중계국
| 중계국               | 콜사인 | 주파수  | 출력 | 비고                                                               |
| -------------------- | ------ | ------- | ---- | ------------------------------------------------------------------ |
| 오이타 방송국        | JOGF   | 1098kHz | 5kW  | KBS진주 1라디오와 주파수가 같으므로 부산경남 일부지역은 혼신 주의. |
| 오이타 FM 보완중계국 |        | 93.3MHz | 1kW  |                                                                    |
| 나카쓰 중계국        |        | 1557kHz | 100W | 콜사인 JOGL은 2003년 11월 1일 폐지되었다.                          |
| 히타 중계국          |        | 1557kHz | 100W | 콜사인 JOGN은 2003년 11월 1일 폐지되었다.                          |
| 사이키 중계국        |        | 1269kHz | 100W | 콜사인 JOGS는 2003년 11월 1일 폐지되었다.                          |
| 다케타 중계국        |        | 1557kHz | 100W |                                                                    |
| 유후인 중계국        |        | 1098kHz | 100W |                                                                    |

## 텔레비전 네트워크 변천사
- 1959년 10월 1일 텔레비전 방송 개시.뉴스 네트워크인 JNN 가맹당시 라디오도쿄 TV프로그램 중심 프리 네트워크 방송국이었다.(＋니혼TV·후지 TV·일본 교육TV)
- 1967년 6월 민간방송 교육협회에 가맹.
- 1970년4월 1일 TV 오이타 개국에 따라 니혼TV·후지 TV·NET-TV 프로그램을 TV오이타와 같이 방송하게 된다.
- 1975년 3월 31일 준 중심방송국 네트워크 교환에 의해 네트워크 준 중심방송국이 마이니치 방송으로 변경되면서 일부 프로그램을 TV 오이타와 교환해 방송했지만 아사히 방송 프로그램 일부는 오이타 방송에서 계속 방송되었다.
- 1993년 10월 1일 오이타 아사히 방송 개국에 따라 민간방송 교육협회 제작분을 제외한 TV 아사히 프로그램이 중단되고 이와 동시에 니혼TV·후지 TV의 일부 프로그램이 TV 오이타로 이행되었다. 현재는 도쿄 방송 완전가맹국이지만 TV오이타의 편성에서 제외된 니혼TV·후지 TV 프로그램은 계속 방송하고 있다.

## 이 회사 출신 인물
- 오노 아키코

## 현직 방송인
- 구토 유미
- 카이하라 미도리
- 이시카와 마사시
- 요시다 유지
- 미에노 카츠미
- 오다 다카유키
- 사토 코타
- 무라츠 다카히토
- 고토 나키사
- 이구치 나오코
- 오노 유코
- 히사나가 미나코

## 오이타현에 있는 다른 텔레비전·라디오 방송국
- NHK 오이타 방송국
- TV 오이타(TOS)(후지 TV·니혼 TV 계열)
- 오이타 아사히 방송(OAB)(TV 아사히 계열)
- FM오이타(JFN 계열)